# Coupelles tauromachiques
Les coupelles tauromachiques sont une série de peintures sur céramique réalisées par Pablo Picasso sur le thème de la corrida. Les coupelles reprennent l'ensemble des évènements d'une corrida, depuis le paseo jusqu'à la mort du taureau. Les scènes sont éclairées par un soleil éclatant se déplaçant dans le ciel et marquant le temps qui passe.

## Contexte
Réalisées à Vallauris du 12 au 17 avril 1953, le maître en fait don au musée d'art moderne de Céret qui les conserve.

« La corrida était en effet depuis 1949 un des thèmes récurrents de la poterie de Picasso (…) On admirera surtout l'ensemble exceptionnel des vingt-neuf coupelles de 1953 offertes immédiatement au musée de Céret, en souvenir de son passé et par amitié pour Pierre Brune, où, comme sur les planches de La Tauromaquia, tous les épisodes de la lidia sont récapitulés avec une grande précision dans un espace pourtant minuscule et creux (…) dont la parfaite rotondité évoque merveilleusement bien celle des  arènes et de l'anillo central, gouffre vertigineux et létal éclaboussé de lumière (…) - Brigitte Léal-  »

## Description
Les 29 coupelles de céramique sont peintes en exploitant la concavité de la céramique pour rappeler les arènes, les tons dominants sont brun-sable, brun-ocre, noir et jaune qui sont les couleurs dominantes des corridas.
L'ensemble des scènes d'une corrida est minutieusement représenté, paseo, lidia, picador, pose des banderilles, faena, estocade, mort du taureau.
Première coupelle
La première coupelle est en faïence rose. La scène est en brun-noir. Le ruedo est cerné d'un ocre. Le public est symbolisé par une frise brune.
Picador
De nombreuses coupelles représentent le picador, tant il permet de représenter un autre animal cher à Picasso : le cheval. 
Entre elles, on en note une peinte le 14 avril et l'avant-dernière coupelle.
- La seconde est à base d'ocre, le ciel est jaune intense, les spectateurs sont bleus. Le soleil lance des rayons comme des boules de feu qui traduisent tout à fait la chaleur d'une corrida. Le soleil peut également être vu comme un œil pleurant[2]
  - Picador 1
- La première est à base d'ocres et de bruns. Bien qu'un soleil intense illumine la scène, le soleil a décru et n'éclaire plus que le centre du ruedo. L'heure a tourné.
  - Picador 2

Dernière coupelle
C'est une vue plongeante dans les arènes, les spectateurs sont répartis sur le pourtour de la coupelle. Le fond de la coupelle représente le ruedo. Cependant, cette partie n'est pas traitée en vue plongeante, mais dans une perspective donnant une vue proche de celle qu'aurait le spectateur. On note les plans successifs : péones dans le callejón au premier plan, arrastre traînant le taureau mort au centre, toréro, puis en fond, la partie opposée du callejon et spectateurs du côté opposé. L'ensemble est traité par des points ocre-brun avec des touches en ocre rappelant les côtés de la coupelles. 
- Voir la coupelle

Une corrida typique est de 6 taureaux répartis en deux groupes de toréadors. L'ensemble des coupelles décrivent les combats de plusieurs taureaux comme en témoignent la répétition de scènes - picadors - à des heures différentes de la journée - déplacement du soleil.

## Exposition
Ces 29 coupelles ont été présentées dans le cadre de l'exposition Toros Y Toreros du 6 avril au 28 juin 1993 au Musée Picasso de Paris, au musée Bonnat de Bayonne du 9 juillet au 13 septembre 1993, et au musée Picasso de Barcelone du 6 octobre au 9 janvier 1994. Huit d'entre elles figurent dans le catalogue de l'exposition qui a pour thème la tauromachie de Picasso. Trois sont intitulées Picador (13, 16, avril 1953) ou Picador et soleil (17 avril), Paseo (14 avril), Banderillero (17 avril), Picador et voltige d'un torero (14 avril), Picador sol y sombra (14 avril) avec un croissant d'ombre recouvrant l'arène.